# قصر الأمير بشتاك
قصر الأمير بشتاك هو نموذج فريد للعمارة المدنية في العصر المملوكي يقع بشارع المعز بالقاهرة الفاطمية وأنشأه الأمير سيف الدين بشتاك الناصري  أحد أمراء الناصر محمد بن قلاوون الذي قتل بمكيدة من الأمير قوصون أثناء حكم السلطان الأشرف علاء الدين كجك.
هذا القصر في البداية كان يقطنه الأمير بدر الدين بكتاش ثم اشتراه الأمير بشتاك من الورثة، وأضاف إليه المساحات التي كانت حوله وكان منشأ حوله أحد عشر مسجدا وأربعة معابد من آثار الفاطميين ودار قطوان الساقي."
وقد أوشك علي الانهيار بعد زلزال 1992 - وقد تم إصلاح القصر بالأشتراك مع معهد الآثار الألماني عامين بتكلفة حوالي 50 مليون جنيه.
و قصر بشتاك الأثري يعود تاريخ إنشائه إلي عام 1339م-740هـ .

## تكوين القصر المعماري
للقصر ثلاث واجهات:الأولي وهي الرئيسية تقع بالجهة الشمالية الغربية مطلة علي شارع المعز,وتتكون من ثلاثة طوابق بها مشربيات ليست علي استقامة واحدة بل علي جزءين أحدهما غائر والآخر بارز، وبها رسومات هندسية آية في الجمال.
أما الواجهة الثانية فتقع بالناحية الشمالية الشرقية وتطل علي درب قرمز، بها عدد من النوافذ المغطاة بأجنحة معدنية، بها أيضا بوابة تؤدي للقصر.
والواجهة الثالثة بالجهة الجنوبية الغربية تطل علي حارة بيت القاضي، وبالنسبة للمدخل الحالي فيتم الوصول إليه بسلم خشبي مزخرف يؤدي إلي باب خشبي عليه كتابات عن منشئ القصر وتاريخ إنشائه.
يتكون القصر من طابقين الأرضي به قاعة واسطبلات ومخازن غلال وغرف الخدم، الطابق العلوي يضم قاعة الاحتفالات وغرف النوم، وكان يحتوي طابقا ثالثا للحريم لكنه تهدم .
المدخل يفضي إلي دركاة مربعة (مساحة) علي يمينها سلم يؤدي إلي الطابق الثاني وعلي يسارها اسطبلات يصل إليها من خلال دهليز به بئر أثرية للاستعمال اليومي للخيول يعلو الاسطبلات حجرات خاصة بالقائمين علي خدمة الخيل.
القاعة الرئيسية يتصل بها سلم صاعد يتقدمها سطح مكشوف وتتكون من أربع إيوانات (مساحة مربعة مفتوحة للجلوس) ودور قاعة وسطحي مغطاة بالرخام في أشكال هندسية جميلة والأسقف الخشبية يتدلي منها وحدات إضاءة فريدة الشكل هذا بالإضافة إلي الإيوان الشرقي الذي يمتاز بمشربياته الخشبية الكثيرة والإيوان الغربي يحوي نوافذ جصية معشقة بالزجاج الملون أما الإيوانان الشمالي والجنوبي فيحوي كل منهما بائكات ثلاثية العقود ترتكز علي أعمدة رخامية ذات قواعد وتيجان علي الطراز الإسلامي وملحق بهذه القاعة عدد من الحجرات ودورات المياه.
ولا يفوتنا أن بجوار الإيوان الشرقي توجد فتحة باب مؤدية إلي ممرات مطلة علي الدور قاعة وكانت هذه الممرات تستخدم قديما لرؤية ما يجري بالقاعة حيث كانت النساء تجتمعن بغرف الحرملك بالدور الثالث المندثر، ولا يسمح لهن بالجلوس مع الضيوف بالدور الثاني .

## معرض صور

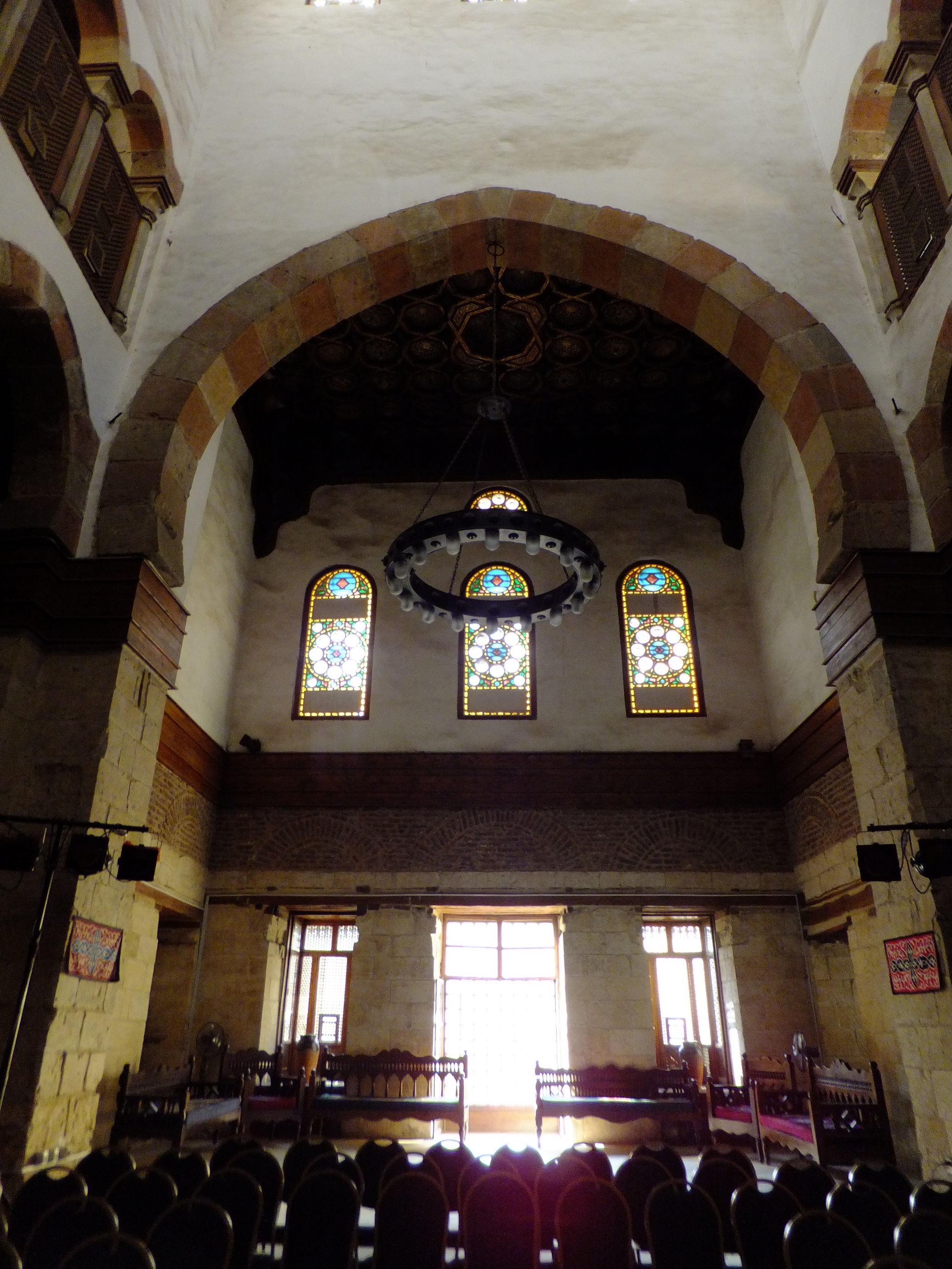
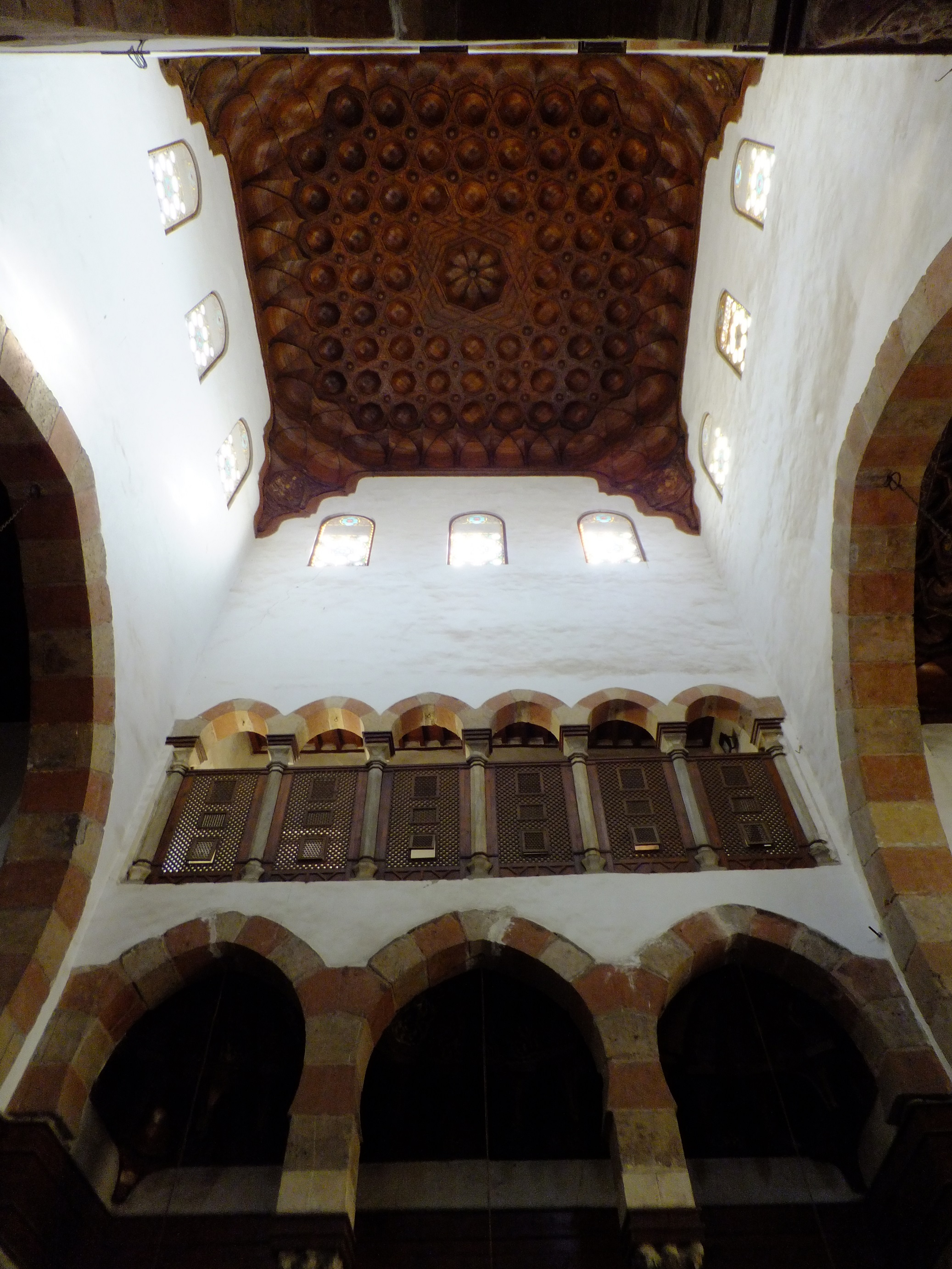
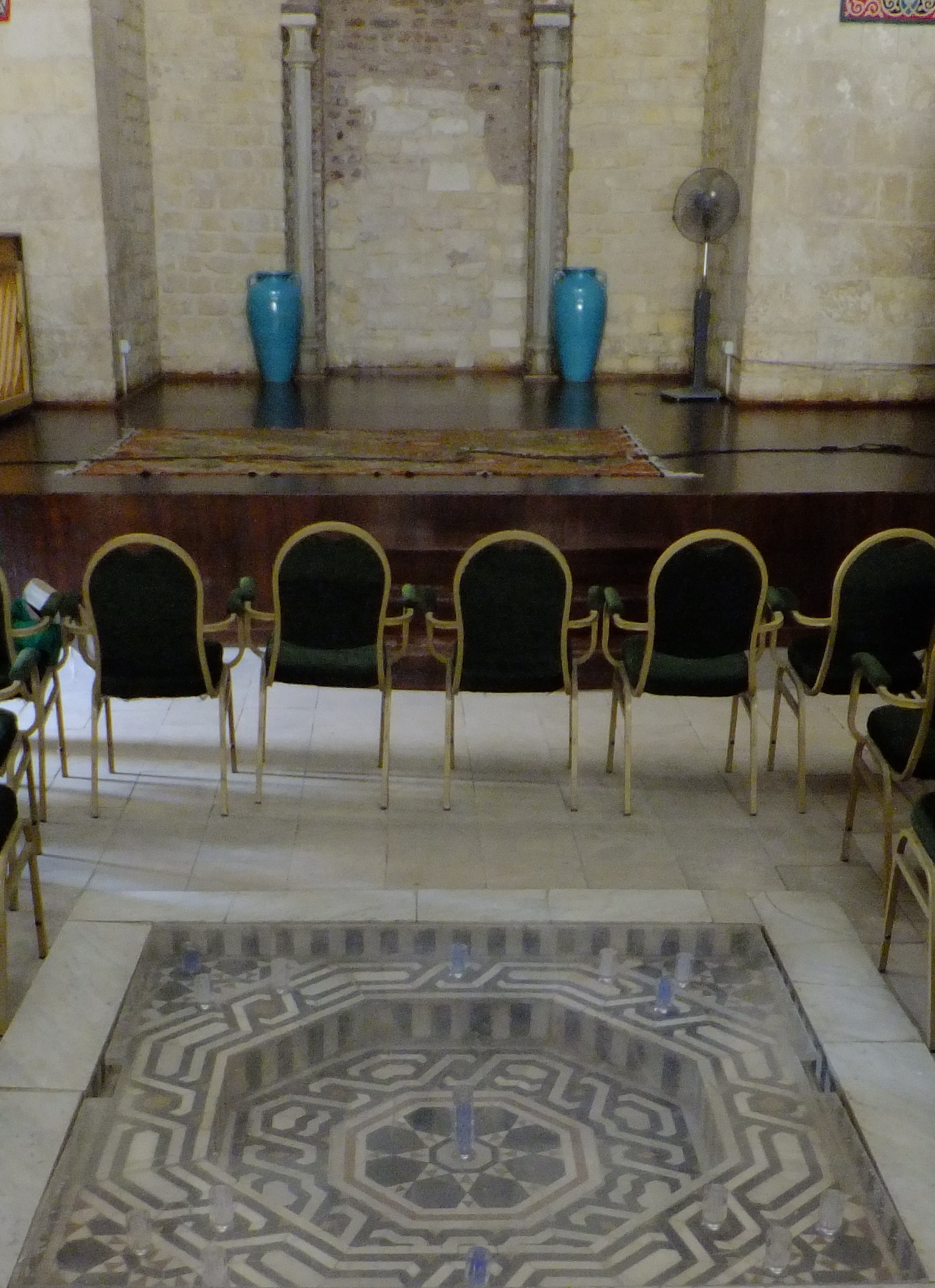
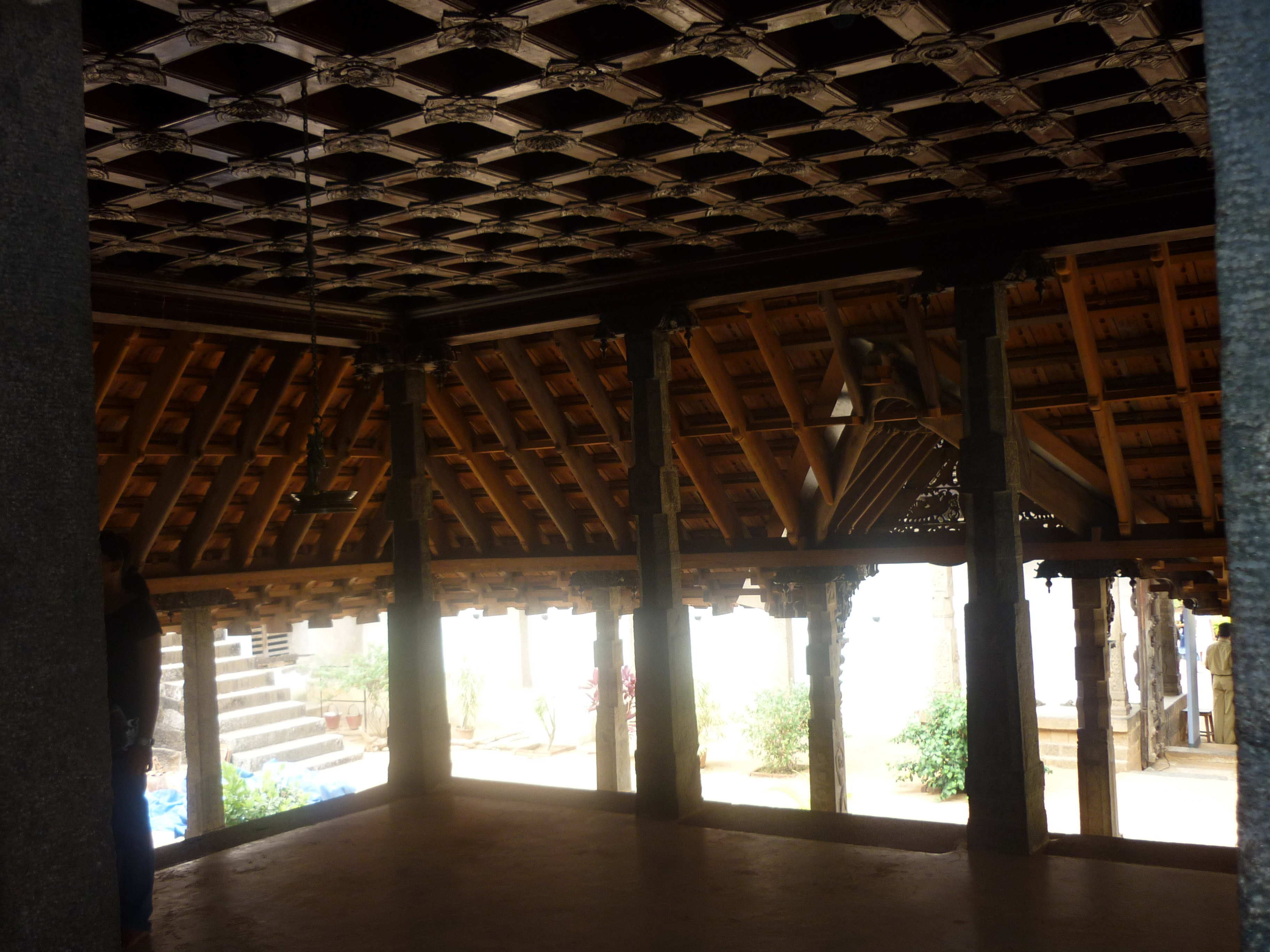

## وصلات خارجية
- قصر الأمير بشتاك يكشف جمال العمارة في القاهرة التاريخية نسخة محفوظة 16 يناير 2013 at Archive.is